# Zénith d'Amiens
Le Zénith d'Amiens est une salle de spectacle située à Amiens, à proximité immédiate du centre des expositions de Mégacité, du stade de la Licorne et de l'hippodrome.

## Histoire
La construction du Zénith d'Amiens a débuté en mai 2006. Terminé courant juillet 2008, il est devenu le 16e Zénith de France, juste après celui de Strasbourg, inauguré le 3 janvier 2008 et réalisé par le même architecte, Massimiliano Fuksas.
La construction devait durer initialement 18 mois pour une salle livrée en novembre 2007, la présence d'un sol relativement marécageux a augmenté le délai de 7 mois. Le coût total s'élève à 26 664 451 €  réparti de la manière suivante :
- FEDER : 2 000 000 €
- Ministère de la Culture : 2 000 000 €
- Région Picardie : 5 076 923 €
- Département de la Somme : 5 076 923 €
- Amiens Métropole : 12 510 605 €

L'inauguration a eu lieu le 27 septembre 2008 en présence du maire d'Amiens et président d'Amiens Métropole Gilles Demailly, successeur de l'initiateur du projet Gilles de Robien. Pour cette soirée gratuite étaient notamment présents les artistes Arno, Rokia Traoré et Keziah Jones.

## Bâtiment
Le Zénith d'Amiens est le 16e Zénith à avoir ouvert, après celui de Strasbourg en janvier 2008 et avant celui de Saint-Étienne, inauguré à l'automne de la même année. Saint-Denis de La Réunion, qui aurait dû commencer la construction de son Zénith, l'a annulé après les élections municipales de 2008. 
Le Zénith d'Amiens peut accueillir 6 000 personnes en configurant la salle de manière à utiliser les gradins pour les places assises et le parterre pour les places debout ou 4 664 personnes en configuration tout-assis.
Il est multiforme et variable (scène amovible, nombre de places variable, possibilité d'y installer une patinoire pour les spectacles sur glace comme ceux d'Holiday on Ice).
Le Zénith est géré par la SEM Zénith Amiens Métropole. 
En 2018, le Zénith Amiens Métropole a fêté son 10éme anniversaire en s'associant avec le groupe M6 Music (20 ans) pour un grand shows offert au grand public et réunissant un plateau exceptionnel pour l'occasion:
Plateau du 21 septembre 2018 : Maitre Gim's - Zazie - MC Solaar - Vianney - Slimane - Marc Lavoine - Jenifer - Patrick Bruel - Jain - Soprano - Dadju - Capéo - Vitaa - Louane - Kendji - Kids United (ancienne et nouvelle génération) - Amir - Christine and the Queen - Larusso - Pascal Obispo  ...
En 10 ans, le Zénith Amiens Métropole a accueilli 450 spectacles et 1 200 000 spectateurs.
L'emprise du bâtiment est de 6 800 m2 tandis que le hall d'entrée du public fait lui 2 000 m2. 
La salle de spectacle fait 4 000 m2 avec un parterre pour le public de 500 m2. La scène mesure 450 m2 (30 m x 15 m) réglable en hauteur entre 1,80 et 2,50 m. Les dimensions de l'ellipse formée par la toile sur la charpente métallique sont 95 m par 110 m.
La hauteur moyenne du bâtiment est de 22 m et e sommet de son dôme se situe a 24 m.
La toile fait 5 500 m2 soit 180 laies verticales de toile rouge d'une hauteur moyenne de 16 m.
La Coque béton circulaire est de 18 m de haut et 80 m de diamètre.

## Accès
Le Zénith se trouve dans le quartier Renancourt d'Amiens, sur l'avenue de l'hippodrome. Cet endroit regroupe un certain nombre de lieux de spectacles (stade de la Licorne, hippodrome, Mégacité) ; il est communément appelé le pôle Licorne.
- En voiture : le Zénith est accessible par l'autoroute A16 (sortie 19, Amiens-Ouest), ou depuis le centre-ville par l'avenue de l'hippodrome. Il dispose d'un important parking en plein air, commun avec Mégacité et le stade.

- En bus (réseau Ametis) :
  - ligne N4 : arrêt Pôle Licorne (terminus) ;
  - ligne 7, direction CHU Amiens Picardie : arrêt Mégacité.

- En train : la gare Saint-Roch est assez proche du Zénith ; elle est desservie par des trains en direction de Rouen ou d'Abbeville. Pour les autres trains, il est nécessaire de descendre à la gare d'Amiens, puis de prendre le bus (voir ci-dessus ; ces deux lignes Ametis desservent également la gare Saint-Roch).